# Kanton Lorient-1
Der Kanton Lorient-1 (bretonisch Kanton An Oriant-1) ist seit 2015 ein französischer Wahlkreis im Arrondissement Lorient, im Département Morbihan und in der Region Bretagne. Sein Hauptort ist Lorient. 

## Lage
Der Kanton Lorient-1 liegt im Südwesten des Départements Morbihan.

## Geschichte
Der Kanton entstand am 22. März 2015 aufgrund der Neuordnung der Kantone in Frankreich.

## Gemeinden
Die nördlichen Viertel der Stadt Lorient bilden die neue Verwaltungseinheit. Er zählt 29.573 Einwohner.

## Vertretung im Départementsrat
Bei den Wahlen 2015 für den Départementsrat siegten im Zweiten Wahlgang das Gespann Bruno Blanchard (PS) und Karine Rigole (DVG) über die Kandidierenden des FN.